# نهر أوكاريتو
أوكاريتو هو نهر يقع ضمن منطقة إقليم الساحل الغربي في الجزيرة الجنوبية (نيوزيلندا). يتدفق النهر من الشمال الغربي من الطرف الشمالي لبحيرة مابوريكا، وصولا إلى أوكاريتو لكون على بعد 15 كم غرب واتاروا.